# Облоговий ніж

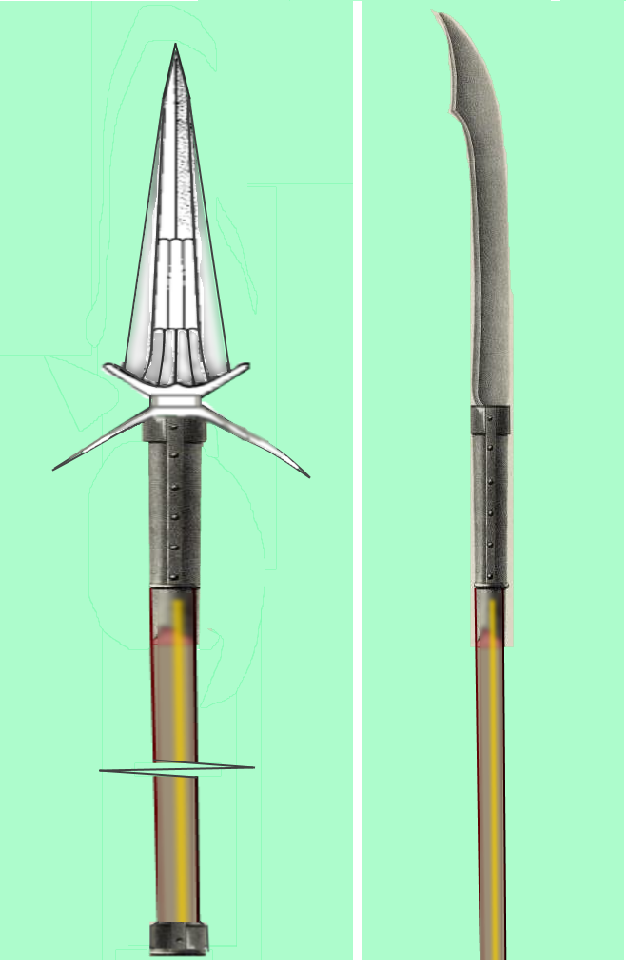
Волячий язик (ліворуч) порівняно зі совнею

Облого́вий ніж (рос. оса́дный нож, осадно́й нож) — термін, що вживається щодо двох видів держакової зброї:
- алебарди та глефи на довгому (до 3 м) держаку, споряджені гаком. Призначалися для штурму фортець, уживалися переважно в землях Священної Римської імперії (сучасна Німеччина) до XVIII ст. Наконечники мали широку ріжучу поверхню, на обусі виковувався масивний гак, який давав можливість зачепитися за фортечні стіни, і за допомогою цього знаряддя дертися на них.
- «волячого язика» — держакової зброї у вигляді великого ножа, насадженого на коротке дерев'яне руків'я. Термін «волячий язик» є калькою італ. lingua di bue, оскільки уперше він з'явився на території сучасної Італії. Свою назву, отримав, ймовірно, за іншою назвою кинджала чинкведея — «волячий язик» (італ. lingua di bue), що був у вжитку з XV ст. і походить, як вважають, від давньоримського паразоніума[1][2][3] (в англійській мові аналогічний кинджал відомий під назвою anelace). Мав деяку схожість зі східноєвропейською совнею. Основна відмінність волячого язика — його широке лезо, що формою являє сильно видовжений рівнобедренний трикутник, хоча міг обладнуватися додатковими гаками або воїн чіплявся за стіни коротким ребром леза.

Окрім того, «Словник Брокгауза і Єфрона» перекладає сполученням «осадно́й нож» французький термін couteau de brèche («ніж для проломів»). Зважаючи на те, що основне значення слова glaive у французькій мові — «меч», а не «глефа», можна припустити, що couteaux de brèche («облоговими ножами») могли звати саме глефи.